# Rage Against the Machine
Rage Against the Machine —también conocido como Rage o RATM— fue una banda de rap rock estadounidense de Los Ángeles, California. Formado en 1991, el grupo está integrado por el vocalista Zack de la Rocha, el bajista y corista Tim Commerford, el guitarrista Tom Morello y el baterista Brad Wilk. La banda es conocida por su fusión de heavy metal y música rap con influencias de punk rock y funk, y sus posturas de izquierda. A partir de 2010, han vendido más de 16 millones de discos en todo el mundo. La banda fue nominada para la inducción al Salón de la Fama del Rock & Roll en su primer año de elegibilidad en 2017, luego nuevamente en 2018, 2019, 2021 y 2023 esta última provocó la inducción exitosa de la banda al Salón de la Fama del Rock & Roll.
Rage Against the Machine lanzó su álbum debut homónimo en 1992 con gran éxito de crítica y logró el éxito comercial luego de sus actuaciones en el festival Lollapalooza de 1993; en 2003, el álbum ocupó el puesto 368 en la lista de Rolling Stone de los 500 mejores álbumes de todos los tiempos. Los siguientes dos álbumes de la banda, Evil Empire (1996) y The Battle of Los Angeles (1999), también tuvieron éxito; ambos álbumes encabezaron la lista Billboard 200. Durante su carrera inicial de nueve años, Rage Against the Machine se convirtió en una banda popular e influyente, y tuvo una gran influencia en el género nu metal que se destacó a fines de la década de 1990 y principios de la de 2000. También ocuparon el puesto 33 en la lista de los 100 mejores artistas de hard rock de VH1.
En 2000, Rage Against the Machine lanzó el álbum de versiones Renegades y se disolvió después de que las crecientes diferencias creativas llevaron a la partida de De la Rocha. De la Rocha comenzó una carrera en solitario de bajo perfil, mientras que el resto de la banda formó el supergrupo de rock Audioslave con Chris Cornell, el exlíder de Soundgarden; Audioslave grabó tres álbumes antes de disolverse en 2007. El mismo año, Rage Against the Machine anunció una reunión y actuaron juntos por primera vez en siete años en el Festival de Música y Artes de Coachella Valley en abril de 2007. En los próximos cuatro años, menos un sabático en 2009, la banda continuó actuando en más lugares en vivo y festivales de todo el mundo antes de hacer una pausa una vez más en 2011. En 2016, Morello, Commerford y Wilk formaron una nueva banda, Prophets of Rage, con B-Real, Chuck D, y DJ Lord; esa banda lanzó un EP y un álbum de estudio completo antes de disolverse en 2019.
Después de una pausa de ocho años, Rage Against the Machine anunció en noviembre de 2019 que se reunirían para una gira mundial, que inicialmente estaba programada para comenzar en 2020, pero finalmente se pospuso para 2021 y luego para 2022, debido a la pandemia de COVID-19.
En noviembre del 2023 el guitarrista Tom Morello asistió sin compañía a la ceremonia anual del Salón de la Fama del Rock and Roll, aceptando en nombre del resto de sus compañeros la incorporación de RATM a la institución.
El 4 de enero de 2024, a través de una publicación en la cuenta de Instagram de Brad Wilk, se da un comunicado en nombre de la banda indicando que la banda no volverá a realizar giras ni a tocar en vivo.

## Historia

### Primeros años (1991-1992)

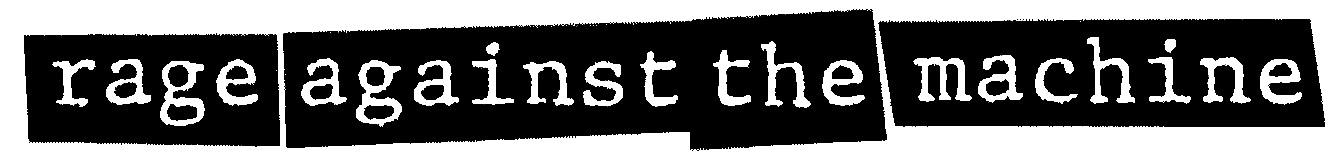
Logotipo del primer álbum de la banda

En 1991, tras la ruptura de la antigua banda del guitarrista Tom Morello, Lock Up, el exbaterista de la misma, Jon Knox, animó a Tim Commerford y Zack de la Rocha a improvisar con Morello mientras buscaba formar un nuevo grupo. Morello pronto se puso en contacto con Brad Wilk, quien tuvo audiciones fallidas tanto para Lock Up como para la banda que más tarde se convertiría en Pearl Jam. Esta formación se llamó a sí misma Rage Against the Machine, después de una canción que de la Rocha había escrito para su antigua banda underground de hardcore punk Inside Out —que también sería el título del álbum de larga duración no grabado Inside Out—. Kent McClard, con quien se asoció Inside Out, había acuñado la frase «rabia contra la máquina» en un artículo de 1989 en su zine No Answers.
El plan para el álbum debut del grupo en un sello importante, la cinta de demostración Rage Against the Machine, se colocó en un casete autoeditado de doce canciones, cuya imagen de portada mostraba recortes de periódicos de la sección del mercado de valores con una sola cerilla pegada en la tarjeta de incrustación. No todas las 12 canciones llegaron al álbum final; dos finalmente se incluyeron como caras B, mientras que otras tres nunca vieron un lanzamiento oficial. Varios sellos discográficos expresaron interés y la banda finalmente firmó con Epic Records. Morello dijo: «Epic estuvo de acuerdo con todo lo que le pedimos, y cumplieron... Nunca vimos un conflicto [ideológico] siempre que mantuviéramos el control creativo».

### Rage Against the Machine(1992-1994)
El álbum debut de la banda, Rage Against the Machine, fue lanzado en noviembre de 1992. La portada del álbum presentaba la fotografía ganadora del premio Pulitzer de Malcolm Browne de Thích Quảng Đức, un monje budista vietnamita, quemándose hasta morir en Saigón en 1963 en protesta por el asesinato de los budistas por el régimen del primer ministro Ngô Đình Diệm, respaldado por Estados Unidos. El álbum fue producido por Garth Richardson.
Si bien las ventas del álbum fueron inicialmente lentas, el álbum se convirtió en un éxito comercial y de crítica, impulsado por la fuerte reproducción en la radio de la canción «Killing in the Name», una pista pesada y motivadora con solo ocho líneas de letra. La versión «Fuck You», que contiene 17 instancias de la palabra «fuck», se reprodujo una vez accidentalmente en el programa de sencillos Top 40 de BBC Radio 1 el 21 de febrero de 1993. El perfil de la banda se disparó luego de una actuación notable en Lollapalooza durante su gira de junio a agosto de 1993; las ventas de Rage Against the Machine en los Estados Unidos aumentaron de 75 000 antes de Lollapalooza a 400 000 a finales de año. La banda promocionó aún más la gira del álbum como apoyo de Suicidal Tendencies en Europa. Para abril de 1996, el álbum había vendido más de un millón de copias en los Estados Unidos y tres millones de copias en todo el mundo. Posteriormente, el álbum fue certificado triple platino por la Recording Industry Association of America —RIAA— en mayo de 2000.
Después de su álbum debut, la banda apareció en la banda sonora de la película Higher Learning con la canción «Year of tha Boomerang». Una primera versión de «Tire Me» también apareció en la película. Posteriormente, volvieron a grabar la canción «Darkness» de su demo original para la banda sonora de The Crow, mientras que «No Shelter» apareció en la banda sonora de Godzilla. House of Pain realizó una gira con Rage Against the Machine en la etapa norteamericana de su gira en 1992, aunque la banda era principalmente una banda de hip hop; Everlast no sería considerado un artista de rock alternativo hasta el lanzamiento de Whitey Ford Sings the Blues en 1998.

### Éxito general (1995-2000)
A fines de 1994, Rage Against the Machine se tomó una pausa de las giras y la inactividad de la banda provocó rumores de que se habían separado. Según una fuente anónima que informa a MTV News, Rage Against the Machine había grabado 23 pistas con el productor Brendan O'Brien en Atlanta a partir de noviembre de 1994, y se separó brevemente debido a violentas luchas internas en la banda, antes de reagruparse para KROQ Weenie Roast. en junio de 1995. Tom Morello aclaró más tarde que había habido un conflicto sobre la dirección musical de la banda, que luego se reconciliaron. La banda finalmente grabó su esperado segundo álbum, Evil Empire, con O'Brien en noviembre y diciembre de 1995. Morello afirmó que, como resultado de las tensiones musicales de la banda, el álbum incorporó mayores influencias del hip hop, y describió su sonido como un «término medio entre Public Enemy y The Clash».
Evil Empire fue lanzado el 16 de abril de 1996 y entró en la lista Billboard 200 en el número uno, vendiendo 249 000 copias en su primera semana. Más tarde, el álbum alcanzó el estatus de triple platino. La canción «Bulls on Parade» se interpretó en Saturday Night Live en abril de 1996. Su actuación planificada de dos canciones se redujo a una canción cuando la banda intentó colgar banderas estadounidenses invertidas de sus amplificadores —«una señal de angustia o gran peligro»—, una protesta contra la presencia del candidato presidencial republicano Steve Forbes como presentador invitado en el programa de esa noche.
En 1997, la banda abrió para U2 en su PopMart Tour, por lo que todas las ganancias de Rage se destinaron a apoyar a organizaciones como el Sindicato de Trabajadores de la Costura, Industriales y Textiles, Mujeres Vivas y el Ejército Zapatista de Liberación Nacional. Posteriormente, Rage comenzó una gira estadounidense fallida como cabeza de cartel con los invitados especiales Wu-Tang Clan. La policía de varias jurisdicciones intentó sin éxito cancelar los conciertos, citando, entre otras razones, las «filosofías violentas y contrarias a la aplicación de la ley» de las bandas. Wu-Tang Clan finalmente fue eliminado de la alineación y reemplazado por The Roots cuando Wu-Tang Clan no se presentó durante un concierto en Riverport. En la etapa japonesa de su gira promocionando Evil Empire, Sony Records lanzó un álbum recopilatorio compuesto por las grabaciones de lados B de la banda titulado Live & Rare. Un video en vivo, también titulado Rage Against the Machine, fue lanzado más tarde ese mismo año.
En 1999, Rage Against the Machine tocó en el concierto de Woodstock '99. El siguiente lanzamiento, The Battle of Los Angeles también debutó en el número uno en 1999, vendiendo 450 000 copias en la primera semana y luego obteniendo doble platino. Ese mismo año, la canción «Wake Up» apareció en la banda sonora de la película The Matrix. La pista «Calm Like a Bomb» apareció más tarde en la secuela de la película, The Matrix Reloaded de 2003. En 2000, la banda planeó apoyar a los Beastie Boys en la gira Rhyme and Reason; sin embargo, la gira fue cancelada cuando el baterista de los Beastie Boys, Mike D, sufrió una lesión grave. En 2003, The Battle of Los Angeles ocupó el puesto 426 en la lista de Rolling Stone de los 500 mejores álbumes de todos los tiempos.

### Colaboraciones (1997-1999)
El 20 de enero de 1997 dieron un concierto llamado Radio Free L.A., junto a Flea de los Red Hot Chili Peppers, en el que tocaron versiones inéditas de algunas canciones del disco Evil Empire.
En 1998, Morello colaboró con músicos como Liam Howlett de The Prodigy, Henry Rollins, Bone Thugs-N-Harmony, Cypress Hill y The Indigo Girls, mientras el resto del grupo trabajaba con artistas como Snoop Dogg, y Zack cantaba junto a KRS-One y Last Emperor y participaba en una selección de temas hip-hop titulada Lyricist's Lounge. El grupo aportó algunas canciones a la banda sonora de varias películas, como "Wake up" en The Matrix, "Calm Like a Bomb" en The Matrix Reloaded, "No Shelter" en Godzilla, "Darkness" (un demo viejo) en El Cuervo", además de "Year of the Boomerang" (canción que luego se incluiría en Evil Empire), en el filme Higher Learning.
Durante el año 1999, la banda tocó en varios festivales importantes, tales como Woodstock 99, The Fuji Festival (Japón) y Tibetan Freedom Concert. También organizó un concierto a beneficio de Mumia Abu-Jamal, junto con los Beastie Boys. Este concierto tuvo cierta notoriedad en varios medios de comunicación.

### Disolución (1999-2001)
Tras la grabación de The Battle of Los Angeles, Zack de la Rocha informó, a finales de 1999, que se separaba del grupo para iniciar una carrera como solista. Explicó que su decisión se debía a la falta de ideas creativas que sufría el grupo desde el álbum Evil Empire; según fuentes cercanas a los integrantes, las constantes discusiones, así como las desavenencias en tanto al futuro de la banda y su enfoque más comercial habrían hecho imposible la convivencia dentro de la banda. Tras el abandono de Zack, R.A.T.M. saco su cuarto álbum de estudio titulado Renegades, lanzado en el 2000. Sería su penúltimo disco antes de la disolución definitiva.
Para despedirse de su público, R.A.T.M. dio dos últimos conciertos en vivo en la ciudad de Los Ángeles, llamados Live at the Grand Olympic Auditorium, se lanzaron en el 2003 y que también incluyeron la producción de un DVD.
En 2001, el resto del grupo, junto al exvocalista de Soundgarden, Chris Cornell, formaron Audioslave, grupo que logró cierto éxito, aunque sin seguir la fórmula política del grupo.

### Reunión (2007-2011)

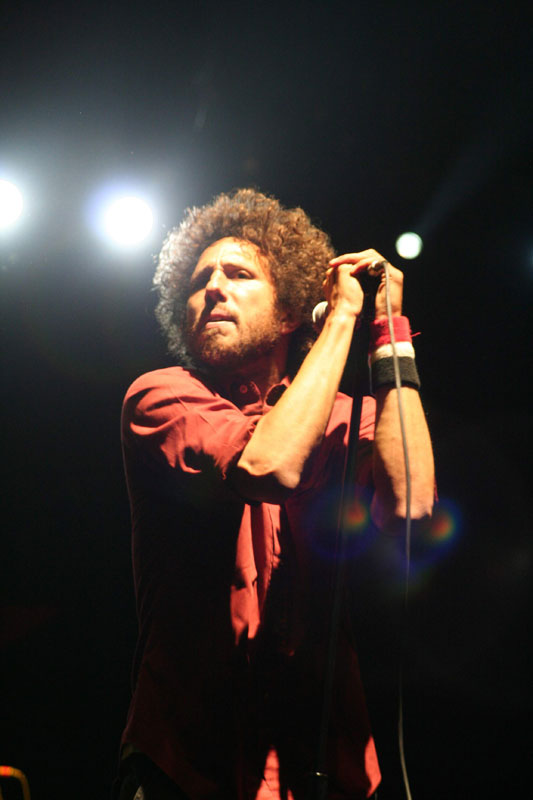
Zack de la Rocha cantando con Rage Against the Machine en el festival de música de Coachella 2007.

El 14 de abril de 2007, Tom Morello y Zack de la Rocha tocaron juntos en Chicago canciones de RATM en versión acústica.
El 29 de abril del mismo año, la banda se reunió por primera vez tras seis años de separación en el Festival de Música y Artes de Coachella Valley en California. Zack comenzó presentando a su grupo como si fuera una banda nueva: "Buenas tardes, somos Rage Against The Machine, de Los Ángeles, California". También en este mismo concierto se desató la polémica cuando tocaron "Wake up" en el intermedio Zack dio uno de sus comunes discursos en la época de apogeo de RATM, citando a Noam Chomsky sobre los Juicios de Núremberg, diciendo que si los políticos actuales de EE. UU. fueran juzgados con las mismas leyes que los nazis después de la Segunda Guerra Mundial, que todos deberían ser ahorcados hasta la muerte, porque son criminales. Días después, la cadena de noticias Fox comunicó que RATM consideraba el asesinato de todo el gabinete de la administración de George W. Bush.
El 28 y 29 de julio de 2007 tocaron en el festival «Rock The Bells» en Nueva York. En él, antes de la canción Wake Up (despiértate, en castellano), Zack defendió a la banda de lo que dijo la cadena Fox diciendo:

Hace un par de meses, esos fascistas hijos de puta en la Fox News intentaron poner a esta banda en una esquina sugiriendo que dijimos que el presidente debería ser asesinado. No, lo que dijimos fue que debería ser llevado a un juicio como un criminal de guerra y después debería ser ahorcado. ¡Eso es lo que dijimos! Y no nos echaremos atrás en nuestra posición porque los verdaderos asesinos son Bush y Cheney y toda la administración por las vidas que han destruido aquí y en Iraq. Ellos lo son. Y lo que ellos rechazaron emitir era mucho más provocativo para mí y para mis compañeros: Que este sistema se ha convertido en algo tan brutal y vicioso y cruel que necesita empezar guerras y sacar beneficio de destrucción alrededor del mundo para poder sobrevivir como potencia mundial. ¡Eso es lo que dijimos! Y rechazamos no permanecer de pie, rechazamos echarnos para atrás en esta postura no solo por los pobres niños que están siendo abandonados en el desierto para morir, sino también para los jóvenes de Iraq, el pueblo de Iraq, sus familias y sus amigos, novias y los jóvenes que permanecen de pie y resistiendo la ocupación de los Estados Unidos cada día. Y si verdaderamente queremos terminar esta puta miserable guerra, tenemos que permanecer de pie con la misma fuerza que permanecen de pie la juventud de Iraq cada día, y traer esos hijos de puta a sus rodillas.

El 11 de agosto de 2007 tocaron de nuevo en su estado natal, concretamente en San Bernardino, ciudad cercana a Los Ángeles del estado de California. Nuevamente para el festival Rock The Bells.
El 18 de agosto de 2007 volvieron a tocar en el festival Rock The Bells, de nuevo en California, pero esta vez en la ciudad de San Francisco.
El 24 de agosto de 2007 tocaron junto a Queens Of The Stone Age en East Troy perteneciente al estado de Wisconsin.
Del 26-28 de octubre tocaron en Las Vegas, en el Vegoose Festival, el cual fue el último concierto de 2007.

#### Australian Tour 2008
Tras su paso por California, Nueva York y Las Vegas, empezaron a tocar fuera de los Estados Unidos, tras 11 años volvieron a Australia a hacer una mini-gira, en principio solo tenían previsto dar dos conciertos el 22 y 30 de enero de 2008 en Sídney y Melbourne respectivamente, pero tras anunciarlo el 18 de septiembre las entradas se vendieron en un tiempo récord de 3 minutos, cientos de entradas fueron puestas a la reventa en eBay. A raíz de esto, la banda también actuó en el Big Day Out (festival al aire libre) los días 18 de enero en el Mt. Smart Stadium de Auckland, Nueva Zelanda, el 20 de enero en Gold Coast, el 25 de enero en el Olympic Park Showgrounds de Sídney, el 28 de enero en el Flemington Racecourse de Melbourne, el 1 de febrero en Adelaida y el 3 de febrero en Perth.

#### Después del Australian Tour
Tras su gira por Australia viajaron a Tokio, Japón, donde tocaron el 7 de febrero de 2008 en Osaka en el Osaka Castle Hall y el 9 y 10 de febrero en Tokio en el Makuhari Messe.
Finalmente volvieron de gira por Europa, de momento ya hay ocho fechas confirmadas y tocaron en siete países de la Unión Europea, iniciaron su gira europea yendo a España, el 30 de mayo, al festival Electric Weekend en el Auditorio John Lennon de la localidad madrileña de Getafe, la segunda fue en el festival Pinkpop celebrado en Holanda el día 1 de junio de 2008, el 2 de junio actuaron en Amberes, Bélgica, tras esto tocaron el 4 de junio en París, Francia, después tocaron en Núremberg y Nürburgring, Alemania en el festival Rock am Ring del 6 al 8 de junio de 2008, el 10 de junio dieron un concierto en Berlín, Alemania y el 12 de junio estuvieron en el Hultsfred Festival de Suecia. Finalmente, el 10 de julio en Lisboa, Portugal en el festival Optimus Alive!.
Después la banda realizó una mini gira en Sudamérica durante octubre de 2010, teloneados por The Mars Volta, tocando en el SWU Festival en São Paulo (Brasil), el Pepsi Music Festival en Buenos Aires (Argentina), y formó parte de un sideshow del Maquinaria Festival en Santiago de Chile junto con The Mars Volta y Suicidal Tendencies en el Estadio Bicentenario Municipal de La Florida, siendo la primera vez que la banda toca en el sur del continente. Cabe destacar que la histórica presentación en el Bicentenario de La Florida en marco del Maquinaria Festival, llamada The Battle of Santiago ha sido nombrada por Tom Morello como "la mejor presentación de RATM en su historia".
En una entrevista con Zack de la Rocha en octubre con el diario chileno La Tercera, el vocalista confirma la preparación de un nuevo álbum junto a la banda, terminando los rumores de si trabajarían en un nuevo material después de sus conciertos alrededor del mundo. 

-La banda se volvió a juntar en 2007, ¿cómo ha sido esta segunda vida?
"Muy buena, estamos todos más grandes y maduros y ya no caemos en los problemas que nos enfrentaban hace 10 o 15 años. Esto es distinto y lo proyectamos mucho: estamos trabajando en un nuevo álbum que saldrá el próximo año, quizás para el verano del hemisferio norte."
Entrevista de Claudio Vergara a Zack de la Rocha. La Tercera - 03/10/2010.

### Segunda reunión (2019-2021)
El 1 de noviembre de 2019 la banda publicó por primera vez en su cuenta de Instagram una foto que fue sacada en Chile el 25 de octubre de 2019, en la llamada "La Marcha Más Grande de Chile" la cual reunió aproximadamente a 1,2 millones de personas en Santiago de Chile. La foto, utilizada por la banda, se convirtió en una de las imágenes más representativas de las manifestaciones chilenas en su estallido social, y en ella la banda confirma cinco shows en Estados Unidos para el año 2020, incluyendo dos presentaciones en el festival de Coachella. Se trata de los primeros conciertos de la banda tras nueve años de silencio.
En febrero de 2020, anunciaron una gira por Norteamérica y Europa, con 41 eventos. El 12 de marzo de 2020, la banda pospuso la primera etapa de la gira de reunión debido a la pandemia de COVID-19; Esta gira finalmente se pospuso hasta el verano de 2021.
En noviembre de 2023, pasaron a formar parte del Rock 'n' Roll Hall Of Fame.

## Visiones y activismo

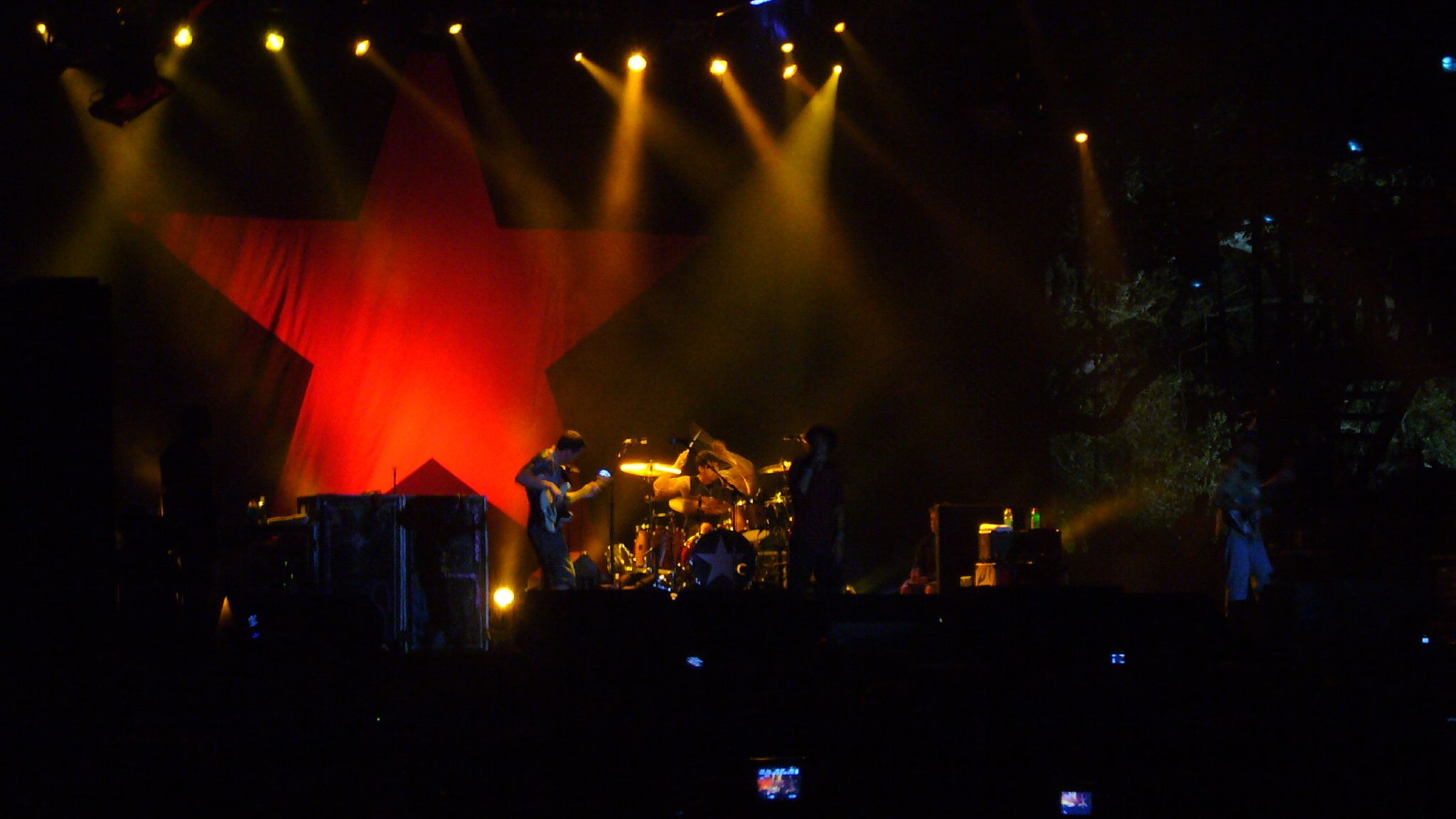
Rage actuando frente a la bandera del Ejército Zapatista de Liberación Nacional

Los miembros de Rage Against the Machine son bien conocidos por sus opiniones políticas revolucionarias y antiautoritarias de izquierda, y casi todas las canciones de la banda se centran en estas opiniones. Clave para la identidad de la banda, Rage Against the Machine ha expresado puntos de vista muy críticos con las políticas internas y externas de los gobiernos estadounidenses actuales y anteriores. A lo largo de su existencia, Rage Against the Machine y sus miembros individuales participaron en protestas políticas y otros activismos para defender estas creencias. La banda ve su música como un vehículo de activismo social; De la Rocha explicó: «Me interesa difundir esas ideas a través del arte, porque la música tiene el poder de cruzar fronteras, romper asedios militares y establecer un diálogo real».
Morello dijo sobre la esclavitud asalariada en Estados Unidos:

Estados Unidos se promociona como la tierra de los libres, pero la libertad número uno que tú y yo tenemos es la libertad de desempeñar un papel subordinado en el lugar de trabajo. Una vez que ejerces esta libertad, pierdes todo control sobre lo que haces, lo que se produce y cómo se produce. Y al final el producto no te pertenece. La única manera de evitar jefes y empleos es si no te importa ganarte la vida. Lo que lleva a la segunda libertad: la libertad de morir de hambre.

Algunos críticos han acusado al grupo de hipocresía por expresar su compromiso con causas de izquierda mientras son millonarios firmados con Epic Records, una subsidiaria del conglomerado de medios Sony Music. Infectious Grooves lanzó una canción llamada «Do What I Tell Ya!» que se burla de la letra de «Killing in the Name», acusando a la banda de ser hipócritas. En respuesta a tales críticas, Morello afirmó:

Cuando se vive en una sociedad capitalista, la moneda de difusión de información pasa por canales capitalistas. ¿Noam Chomsky se opondría a que sus obras se vendieran en Barnes & Noble? No, porque ahí es donde la gente compra sus libros. No estamos interesados en predicar sólo a los convertidos. Es genial tocar en casas ocupadas abandonadas dirigidas por anarquistas, pero también es genial poder llegar a la gente con un mensaje revolucionario, gente desde Granada Hills hasta Stuttgart.

De la Rocha afirmó:

Sí, conseguir que la mayor cantidad de gente posible se una al debate político, para que el diálogo funcione. Hoy me preguntaba, ¿por qué alguien subiría al techo de la embajada estadounidense con una pancarta que dice «Liberen a Mumia Abu-Jamal»? ¿por qué harían eso? Eso es para llamar la atención de la prensa internacional. La red internacional que Sony tiene disponible es para mí la herramienta perfecta, ya sabes, puede lograr que aún más personas se unan a una conciencia y lucha revolucionarias.

Para su gira de reunión de 2020, la banda anunció todas las ganancias de sus primeros tres shows —en El Paso (Texas); Las Cruces (Nuevo México); y Glendale (Arizona)— serían donados a organizaciones de derechos de los inmigrantes en Estados Unidos. Para espectáculos posteriores, el 10 % del precio base de la entrada y el 100 % de las ganancias después de las tarifas y el precio base de la entrada se reservaron para organizaciones benéficas locales de cada ciudad en la que actuaban.
En mayo de 2021, más de seiscientos músicos, incluido Rage Against the Machine, añadieron su firma a la carta abierta pidiendo un boicot de las actuaciones en Israel hasta que termine la ocupación de los territorios palestinos. Zack de la Rocha y Tom Morello expresaron su apoyo a un alto el fuego en la guerra de Gaza.
El 24 de junio de 2022, la banda anunció que donaría US$475 000 a grupos de derechos reproductivos en Wisconsin e Illinois después del fallo de la Corte Suprema para anular Roe v. Wade. Durante su concierto del 9 de julio en Wisconsin, la banda expresó además su oposición a la anulación de Roe v. Wade utilizando imágenes proyectadas de texto que incluían «Abortar la Corte Suprema» y «Parto forzado en un país donde las parturientas negras experimentan una mortalidad materna de dos a tres veces mayor que el de las parturientas blancas. Nacimiento forzado en un país donde la violencia armada es la principal causa de muerte entre niños y adolescentes».

## Miembros
- Zack de la Rocha: voz, rapping (1991-2000, 2007-2011, 2019-2024)
- Tom Morello: guitarra (1991-2000, 2007-2011, 2019-2024)
- Tim Commerford: bajo, coros (1991-2000, 2007-2011, 2019-2024)
- Brad Wilk: batería (1991-2000, 2007-2011, 2019-2024)

## Discografía
Álbumes de estudio
- 1992: Rage Against the Machine
- 1996: Evil Empire
- 1999: The Battle of Los Angeles
- 2000: Renegades

## Premios
| Año  | Premio         | Categoría                                                                                     |
| ---- | -------------- | --------------------------------------------------------------------------------------------- |
| 1997 | Premios Grammy | Best Metal Performance (Mejor Actuación de Metal) por "Tire Me" (ganador)                     |
| 1997 | Premios Grammy | Best Hard Rock Performance (Mejor Actuación de Hard Rock) por "Bulls on Parade" (candidato)   |
| 1998 | Premios Grammy | Best Hard Rock Performance (Mejor Actuación de Hard Rock) por "People of the Sun" (candidato) |
| 1999 | Premios Grammy | Best Metal Performance (Mejor Actuación de Metal) por "No Shelter" (candidato)                |
| 2001 | Premios Grammy | Best Hard Rock Performance (Mejor Actuación de Hard Rock) por "Guerilla Radio" (ganador)      |
| 2002 | Premios Grammy | Best Hard Rock Performance por "Renegades of Funk" (candidato)                                |